# Michael Schiewack
Michael Schiewack (* 2. Januar 1952 in Hoyerswerda) ist deutscher Journalist.

## Leben
Schiewack studierte in Berlin Ästhetik und Kulturwissenschaften. Anschließend arbeitete er zwischen 1976 und 1980 als Moderator und Redakteur beim Hörfunksender Stimme der DDR. 1986 siedelte er nach West-Berlin über. Dort baute er eine Medienwerkstatt mit Schwerpunkt Jugendarbeit auf. Nach der Wende ging er zurück in den Ostteil der Stadt und wurde Chefredakteur beim Jugendradio DT64. Er blieb dies auch nach der Überführung des Programms zum MDR im Jahr 1992 und dem anschließenden Umzug nach Halle sowie der Umbenennung in MDR Sputnik. Im Jahr 1999 übernahm er zusätzlich die Leitung der neu gestarteten MDR-Popwelle „Jump“.
Im Jahr 2005 wurden gegen Schiewack anonyme Vorwürfe laut, er unterhalte einen eigenen Weinkeller im Funkhaus, fahre privat ein Fahrzeug, das von einem Jump-Werbepartner gesponsert werde und sei stiller Teilhaber bei einem Jingle-Produzenten, der auch für Jump in größerem Stil tätig wurde. Die MDR-Innenrevision überprüfte daraufhin die Vorwürfe, konnte aber nach Senderangaben keine Belege finden. Eine Ausnahme war Schiewacks gesponsertes Automobil, das tatsächlich existierte, allerdings ordnungsgemäß als geldwerter Vorteil versteuert worden sei und mit dem er nicht gegen interne MDR-Richtlinien verstoßen habe.
Im Juli 2006 gab Schiewack die Programmleitung von MDR Sputnik ab an Eric Markuse und blieb zunächst weiterhin Chef bei Jump. Am 11. März 2011 schließlich gab der Mitteldeutsche Rundfunk bekannt, dass Schiewack mit sofortiger Wirkung die Leitung von Jump abgibt und den MDR verlässt.
Ende Februar verließ Schiewack den MDR, angeblich, um sich neuen beruflichen Zielen zu widmen.